# هنريك باهر
هنريك باهر هو قاضي نرويجي، ولد في 3 أكتوبر 1902، وتوفي في 27 يوليو 1982.